# Bosc-Guérard-Saint-Adrien
Bosc-Guérard-Saint-Adrien is een gemeente in het Franse departement Seine-Maritime (regio Normandië) en telt 776 inwoners (1999). De plaats maakt deel uit van het arrondissement Rouen.

## Geografie
De oppervlakte van Bosc-Guérard-Saint-Adrien bedraagt 10,3 km², de bevolkingsdichtheid is 75,3 inwoners per km².
De onderstaande kaart toont de ligging van Bosc-Guérard-Saint-Adrien met de belangrijkste infrastructuur en aangrenzende gemeenten.

## Demografie
Onderstaande figuur toont het verloop van het inwonertal (bron: INSEE-tellingen).